# فهرست دانشگاه‌های جورجیا
- دانشگاه اموری
- انستیتو تکنولوژی جورجیا
- دانشگاه ایالتی جورجیا
- دانشگاه جورجیا
- دانشگاه ایالتی کلمبوس